# Bajun
Der Kater Bajun („Кот Баюн“, Kot Bajun) ist eine Gestalt des Russischen Volksmärchens, der auf einem hohen Baum auf der sibirischen fiktiven Insel Kidan wohnt. Nach A. N. Tolstoi wohnt der Kater Bajun auf der ebenfalls fiktiven Insel Bujan im Ozean.
Tolstoi nennt den Baum, auf dem der Kater lebt, „Goldwipfel“.

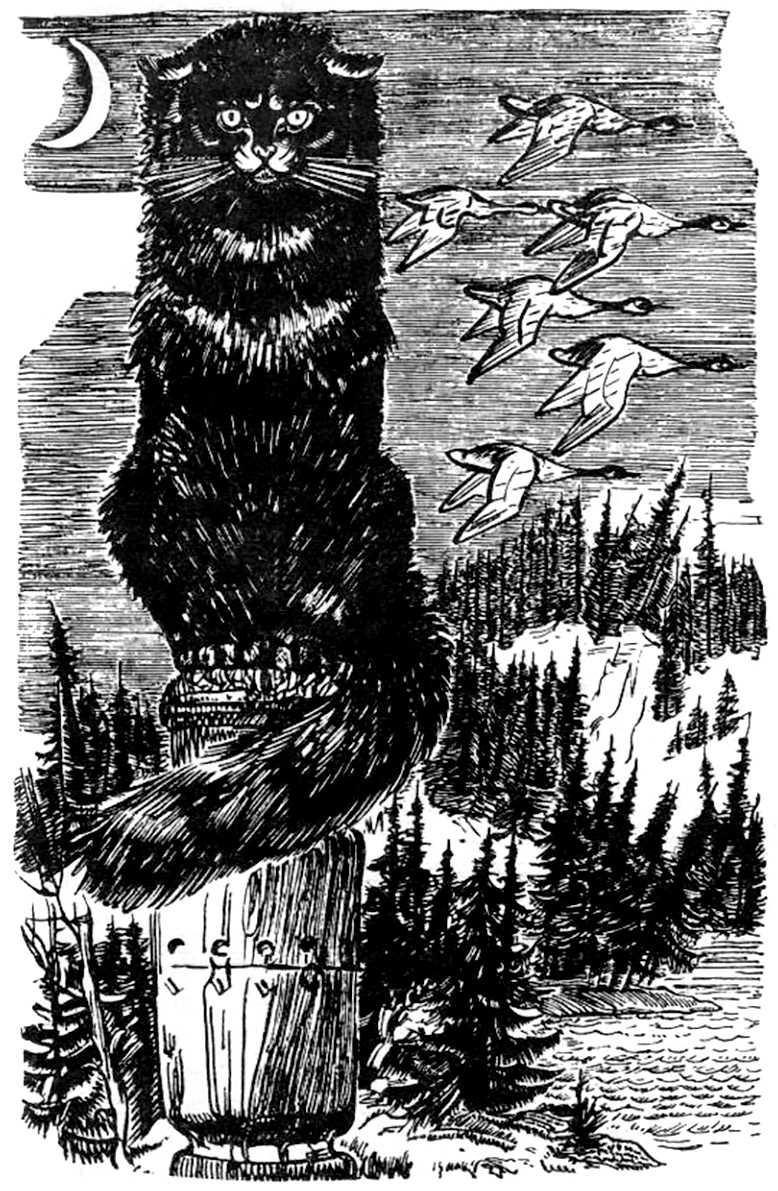
Bajun

Seine Kraft und Größe sind gewaltig; mit seinen Krallen vermag er Eisenpanzer zu zerstören, mit Hilfe eines magischen Gesanges sich ihm nähernde Menschen einzuschläfern, um sie dann gegebenenfalls zu töten.

## Name
Der Name des Katers Bajun leitet sich vom russischen баюкать her, was mit „wiegend in Schlaf singen“ übersetzt wird. Insofern zählt der Name des Katers zu den sogenannten sprechenden Namen, die Rückschlüsse auf ein Hauptcharakteristikum des Trägers erlauben. Es ist eine Methode des Katers Bajun, seinen Gegner in den Schlaf zu singen, bevor er ihn angreift.

## Der Kater Bajun im russischen Märchen
Das bekannteste Märchen um den Kater Bajun ist das vom „Gevatter Naum“, in dem der Schütze Andrei vom Zaren, der sich des Schützen entledigen will, den Auftrag bekommt, den Kater Bajun an den Zarenhof zu bringen. Mit Hilfe eines Gegenzaubers seiner Frau gelingt es dem Schützen, unbeschadet das heilige Tier der Sibirjaken nach Moskau zu entführen.

## Mythologischer Hintergrund
Wahrscheinlich steht dem Kater Bajun eine Naturgottheit Pate, die am ehesten der Tochter des turkischen Himmelsgottes Tengir zuzurechnen ist. Diese menschenleibige und löwenköpfige Frauengestalt wird aufgrund ihres Namens Sechmet, ihrer Gestalt und ihrer Charaktereigenschaften von einigen Autoren mit der altägyptischen Göttin Sachmet in Verbindung gesetzt. Die altägyptische Sachmet ist der überwiegend zornige Aspekt der gütigen Katzengöttin Bastet aus Bubastis.

## Andere Aspekte
Der Kater Bajun erscheint offenbar in vielerlei Gestalt im russischen Volksmärchen. Mitunter tritt er als mit magischen Kräften behafteter Begleiter der russischen Nationalhexe Baba Jaga auf, dann als einfacher Kater Kotofeij (bzw. Kotofeij Iwanowitsch oder Kotofei Kotofejewitsch), der von einem Bauernhof flieht, um sich in vielerlei Variationen zum Herrn des Waldes zu entwickeln.
Selten wird dem Kater ein grundlegend schlechter Charakterzug zugeschrieben. Meist wird ihm ein überlegener Verstand attestiert, der seine Herrschaft selbst über Bär und Wolf rechtfertigt (vgl. russisch кот учёный, kot utschony, „der gelehrte Kater“). Die Erzählungen über den russischen Märchenkater sind von Respekt vor ihm gekennzeichnet.